# Amerykanie pochodzenia szwajcarskiego
Amerykanie pochodzenia szwajcarskiego – obywatele lub rezydenci Stanów Zjednoczonych, których przodkowie pochodzą ze Szwajcarii, bądź też imigranci z tego kraju. Dokładna liczba osób pochodzenia szwajcarskiego jest trudna do ustalenia ze względu iż Szwajcarzy często klasyfikowani byli jako Amerykanie pochodzenia niemieckiego, francuskiego lub włoskiego. Szwajcarzy bowiem posługują się tymi językami. Dane American Community Survey z 2007 roku podają, iż w Stanach Zjednoczonych żyje 1 018 853 osób pochodzenia szwajcarskiego.

## Historia
Szwajcarzy, na przestrzeni dziejów, migrowali do wielu krajów. Pierwszym Szwajcarem na terytorium dzisiejszych Stanów Zjednoczonych był Theobald von Erlach, który przebywał tu w latach 1541–1565.
Na przełomie XVIII i XIX wieku szwajcarscy farmerzy migrowali głównie do Rosji i Stanów Zjednoczonych. Przed rokiem 1820 ich liczebność w brytyjskich koloniach w Ameryce Północnej oceniana była na około 25–30 tys. osób. Większość z nich osiadała na terenach dzisiejszej Pensylwanii oraz Północnej i Południowej Karoliny. W następnych latach, aż do roku 1860, Szwajcarzy osiadali głównie na środkowym zachodzie, w stanach takich jako Ohio, Indiana, Illinois i Wisconsin. Między 1860 a 1880 rokiem do USA przybyło około 50 tys. imigrantów ze Szwajcarii. W latach 1881–1890 było to już 82 tys. osób. Ocenia się, że w ciągu następnych trzydziestu lat do USA przybyło ponad 90 tys. Szwajcarów.
Szwajcarzy przyczynili się do rozwoju Stanów Zjednoczonych, zasiedlając wiele niezamieszkanych dotąd terenów. Byli również dobrymi pracownikami, zarówno w rolnictwie (wielu Szwajcarów pracowało przy uprawach winorośli w Kalifornii), jak i przemyśle (większe grupy imigrantów ze Szwajcarii pracowało w Nowym Jorku, Filadelfii, Pittsburghu, Chicago, Saint Louis i San Francisco). Między imigrantami szwajcarskimi a dotychczasowymi mieszkańcami USA nie było zbyt wielkich różnic na tle politycznym, religijnym i kulturowym, toteż nie mieli problemów aby odnaleźć się w nowym kraju.
Liczba Szwajcarów przybywających do Stanów znacznie zmalała po roku 1930 z racji Wielkiego Kryzysu i II wojny światowej. Do roku 1960 przybyło ich tylko około 24 tys. Między 1960 a 1990 liczba migrantów szwajcarskich wynosiła około 30 tys. W dużej mierze byli to pracownicy amerykańskich oddziałów firm szwajcarskich, którzy po wypełnieniu kontraktu powracali do ojczyzny.

## Populacja
Według danych spisu ludności z 2000 roku najwięcej osób pochodzenia szwajcarskiego zamieszkiwało następujące miasta:
1. Nowy Jork – 8108
2. Los Angeles – 6169
3. San Diego – 4349
4. Portland – 4102
5. Madison – 3898
6. Phoenix – 3460
7. Seattle – 3446
8. San Francisco – 3381
9. Chicago – 3008
10. San Jose – 2661
11. Columbus – 2640
12. Monroe – 2582
13. Houston – 2226
14. Salt Lake City – 2105
15. Indianapolis – 1939

Według danych American Community Survey z 2007, stany, w których mieszka najwięcej Amerykanów pochodzenia szwajcarskiego to:
1. Kalifornia – 117 700
2. Ohio – 78 420
3. Pensylwania – 73 912
4. Wisconsin – 61 134
5. Illinois – 42 194
6. Indiana – 41 540
7. Nowy Jork – 40 113
8. Floryda – 39 001
9. Teksas – 37 258
10. Waszyngton – 36 697
11. Oregon – 33 234
12. Utah – 30 606
13. Missouri – 25 809
14. Michigan – 25 533
15. Arizona – 24 485